# Ephippiochthonius longesetosus
Espèce
Synonymes
- Chthonius longesetosus Mahnert, 1976

Ephippiochthonius longesetosus est une espèce de pseudoscorpions de la famille des Chthoniidae.

## Distribution
Cette espèce est endémique du Maroc. Elle se rencontre dans la Grotte de Sidi Mejbeur à Taza.

## Description
La femelle holotype mesure 2,07 mm.

## Publication originale
- Mahnert, 1976 : Zwei neue Pseudoskorpion-Arten (Arachnida, Pseudoscorpiones) aus marokkanischen Hohlen. 	International Journal of Speleology, vol. 8, no 4, p. 375-381.